# تامس تنر
تامس تنر (انگلیسی: Thomas Tanner; ۲۴ ژانویهٔ ۱۶۷۴ – ۱۴ دسامبر ۱۷۳۵) کشیش و عتیقه‌شناس اهل انگلستان بود. اثر مهم او Notitia Monastica، تاریخ کوتاهی از نیایشگاه‌های انگلستان و ولز است که در سال ۱۹۶۵ در آکسفورد منتشر شد.